# Non-Stop
Non-Stop – francusko-amerykańsko-brytyjsko-kanadyjski dreszczowiec sensacyjny z 2014 roku w reżyserii Jaumego Colleta-Serry z Liamem Neesonem w roli głównej.
Premiera filmu w polskich kinach odbyła się 28 lutego 2014 r.. W Polsce film reklamowany był hasłem: „13 000 metrów nad Ziemią nikt nie jest bezpieczny”.

## Obsada
- Liam Neeson jako Bill Marks
- Julianne Moore jako Jen Summers
- Michelle Dockery jako Nancy
- Linus Roache jako Captain David McMillan
- Corey Stoll jako Austin
- Nate Parker jako Zack White
- Lupita Nyong’o jako Gwen
- Anson Mount jako Jack Hammond
- Bar Paly jako Iris Marianne

i inni